# Verboten!
Verboten! is een Amerikaanse oorlogsfilm uit 1959 onder regie van Samuel Fuller.

## Verhaal
Een Amerikaanse soldaat heeft een relatie met een jonge Duitse vrouw. Hij gebruikt zijn positie om aan eten en luxeartikelen voor haar te komen. Intussen heeft een ondergrondse beweging hem nodig voor een gevaarlijke missie.

## Rolverdeling
| Acteur         | Personage                 |
| -------------- | ------------------------- |
| James Best     | Sergeant David Brent      |
| Susan Cummings | Helga Schiller / Brent    |
| Tom Pittman    | Bruno Eckart              |
| Paul Dubov     | Kapitein Harvey           |
| Harold Daye    | Franz Schiller            |
| Dick Kallman   | Helmuth Strasser          |
| Stuart Randall | Kolonel                   |
| Steven Geray   | Burgemeester van Rothbach |
| Anna Hope      | Mevrouw Schiller          |
| Robert Boon    | SS-officier               |
| Sasha Harden   | Eric Heiden               |
| Paul Busch     | Gunther Dietrich          |
| Neyle Morrow   | Sergeant Kellogg          |